# Андрущенко Микола Дмитрович
Микола Дмитрович Андру́щенко (нар. 19 грудня 1935, рудник «Жовтневий») — український живописець і педагог; член Спілки радянських художників України з 1968 року. Заслужений художник УРСР з 1989 року, народний художник України з 1998 року. Батько художниці Оксани Андрущенко.

## Біографія
Народився 19 грудня 1935 року на руднику «Жовтневому» (нині у межах міста Кривого Рогу, Дніпропетровської області, Україна). 1956 року закінчив Дніпропетровське художнє училище, де навчався у Миколи Погребняка і упродовж 1956—1957 років викладав малювання і креслення у середній школі  міста П'ятихаток. У 1957—1958 роках працював художником Криворізьких художніх майстерень Художнього фонду України.
У 1958—1964 роках навчався у Львівському інституті прикладного та декоративного мистецтва, де був учнем Романа Сельського, Вітольда Манастирського, Данила Довбошинського, Івана Скобала. Дипломна робота — декоративні панно «Праця» і «Наука» на фасаді будинку Бурштинської ГРЕС (керівник Роман Сельський, оцінка — відмінно). Протягом 1964—1986 років працював живописцем-монументалістом Львівського художньо-виробничого комбінату; у 1986—1988 роках — директором Львівської дитячої художньої школи; у 1988—1992 роках — знову на Львівському художньо-виробничому комбінаті.
З 1991 року — доцент кафедри живопису у Львівському державному інституті прикладного та декоративного мистецтва; з 1993 року — професор кафедри монументального живопису Львівської національної академії мистецтв.

## Творчість
Працював у галузях монументального, декоративного та станкового живопису. Серед робіт:
- «Музиканти» (1966);
- «Натюрмор з цибулею» (1966);
- «Ремонт» (1966);
- «На польовому стані» (1966);
- «Жінка під деревом» (1967);
- «На подвір'ї» (1967);
- «Портрет жінки» (1967);
- «Сестри» (1968);
- «Соняшники» (1968);
- «Їхав козак на війноньку…» (1968);
- «Вінничанка» (1969);
- «Баба Килина» (1971);
- «Мати» (1971);
- «Толока» (1971);
- «Відома доярка» (1973);
- «Ольга Солотова» (1974);
- «Лучниця» (1979);
- «Параска Капелюшна» (1984);
- «Хата батьків» (1989);
- «Бесіда» (1991);
- «Натюрморт з прядкою» (1992);
- «Абстрактна композиція» (1992);
- «Дорога життя» (1993);
- «Святий Микола» (1997);
- «Село Тухолька» (1998).

Зробив настінні розписи у Палаці культури у міста Моршина.
Автор праці «Енкаустика у сучасному навчальному мистецтві» (Львів, 1997).

## Виставки
Брав участь у республіканських виставках з 1966 року, всесоюзних — з 1968 року, зокрема:
- Виставка Національному художньому музеї України (Київ, 1996);
- Всеукраїнська художня виставка (Київ, 2002);
- Всеукраїнська виставка «Мальовнича Україна» (Львів, 2003);
- Всеукраїнська виставка до дня народження Тараса Шевченка (Київ, 2004).

Персональні виставки відбулися у Львові у 1985, 1995 рока, Івано-Франківську у 1986 році, Києві у 1997 році та в галереї «Мистецька збірка» у 2010 році (35 творів).